# Liste des universités islamiques
Pour un article plus général, voir Université.
Certaines universités islamiques figurent parmi les premières universités de l'histoire.
Les facultés islamiques ne s'intéressent qu'à l'étude de la littérature arabe et de la religion musulmane.
Elles sont le plus souvent installées au sein de mosquées.
Pour cette raison, le terme le plus utilisé pour les désigner est celui de collège-mosquée ou celui de Madrassa ("école" en arabe).

## Liste
| Université                       | Pays            | Mosquée                       |
| -------------------------------- | --------------- | ----------------------------- |
| Médersa de Tlemcen               | Algérie         | Grande Mosquée de Tlemcen     |
| Université Émir Abdelkader       | Algérie         | Mosquée Émir Abdelkader       |
| Université d'Alger               | Algérie         | Djamaâ el Djazaïr             |
| Université de la Mecque          | Arabie saoudite | Masjid al-Haram               |
| Université de Médine             | Arabie saoudite | Masjid al-Nabawi              |
| Islamic Fiqh Academy             | Arabie saoudite | Mosquée du roi Saoud          |
| Université al-Azhar              | Égypte          | Mosquée Al-Azhar              |
| Université Al Quaraouiyine       | Maroc           | Mosquée Al Quaraouiyine       |
| Médersa Ben Youssef              | Maroc           | Mosquée El Mouassine          |
| Médersa mérinide de Salé         | Maroc           | Grande mosquée de Salé        |
| Université islamique de Say      | Niger           | Mosquée nationale de Niamey   |
| Université Al-Aqsa (Gaza)        | Palestine       | Mosquée al-Aqsa (Jérusalem)   |
| Université islamique de Gaza     | Palestine       | Grande Mosquée Omariya (Gaza) |
| Université d'Ez-zitouna          | Tunisie         | Mosquée Zitouna               |
| Grande mosquée de Kairouan       | Tunisie         | Grande mosquée de Kairouan    |
| Université islamique d'Ouganda   | Ouganda         | Mosquée nationale d'Ouganda   |
| Université islamique d'Omdourman | Soudan          | Masjid Al-Nilin               |
| Académie islamique Darul Huda    | Inde            | Jama Masjid                   |
| Université islamique Azad        | Iran            | Grande mosquée de Tabriz      |

### Vidéos
- (ar) [vidéo] « Reportage sur l'Université Islamique Emir Abdelkader de Constantine », sur YouTube